# Joan Calvo i Morató
Joan Calvo i Morató   (Olot, 1783 - Olot, 1855) va ser un poeta català en llengua castellana. Les seves poesies eren de temàtica religiosa com Corona de veinticinco actos de amor a Dios que va ser publicada a títol pòstum l'any 1855.

## Obres
- Corona de veinticinco actos de amor a Dios (1855)
- Diario espiritual (inèdit)